# Dendrobium
Dendrobium Sw., 1799 è un genere di piante appartenente alla famiglia delle Orchidacee (sottofamiglia Epidendroideae, tribù Malaxideae). Sono anche dette orchidee bambù.
Il nome deriva dal greco 'dendron' che significa albero e 'bios' cioè vita, dato dal fatto che questo genere di piante tropicali, vive in natura abbarbicato ai rami degli alberi, traendo nutrimento dall'atmosfera umida tipica delle foreste equatoriali.

## Descrizione

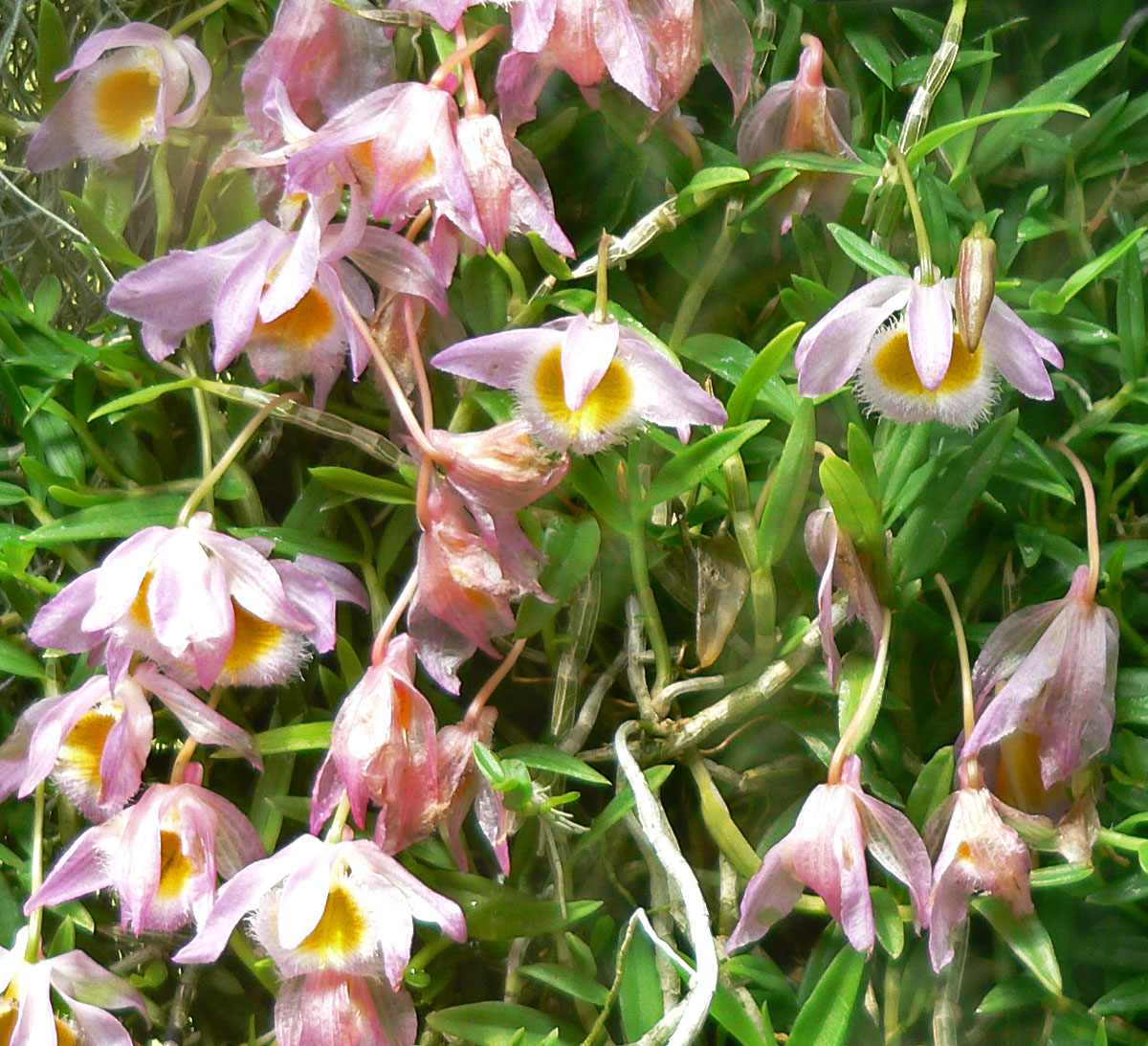
Fiori di Dendrobium loddigesii

Orchidee epifite, i Dendrobium presentano fusti rigonfi e nodosi detti pseudobulbi, nei quali conservano una scorta di nutrimento e di acqua, che consente loro di sopravvivere durante la stagione secca. Essi sono molto simili a canne di bamboo e la loro lunghezza varia da pochi centimetri ad oltre un metro, e da essa dipende anche il portamento; eretto nelle specie a stelo corto oppure ricadente in quelle con gli steli più lunghi.

Le foglie sono disposte a coppie lungo i nodi dello stelo e sono nella gran parte delle specie decidue, seccandosi e lasciando gli steli spogli durante la stagione del riposo. All'inizio della primavera, che coincide con la stagione delle piogge, la pianta riprende a vegetare, e dai nodi degli pseudobulbi dell'anno precedente, spuntano i boccioli. Anche qui sono molto variabili nei colori e nelle forme. Giallo, bianco e rosa sono i predominanti e si presentano singoli o raggruppati a grappolo. In alcune specie essi sono delicatamente profumati.

## Distribuzione e habitat
Il genere ha un vasto areale che va dalle montagne dell'Himalaya in India, alla Malaysia, alla Cina, fino al Giappone e in ristretto numero anche ai territori settentrionali dell'Australia.

## Tassonomia
Il genere Dendrobium comprende oltre 1500 specie ed è al secondo posto per numero di specie nella famiglia delle orchidee.

### Alcune specie

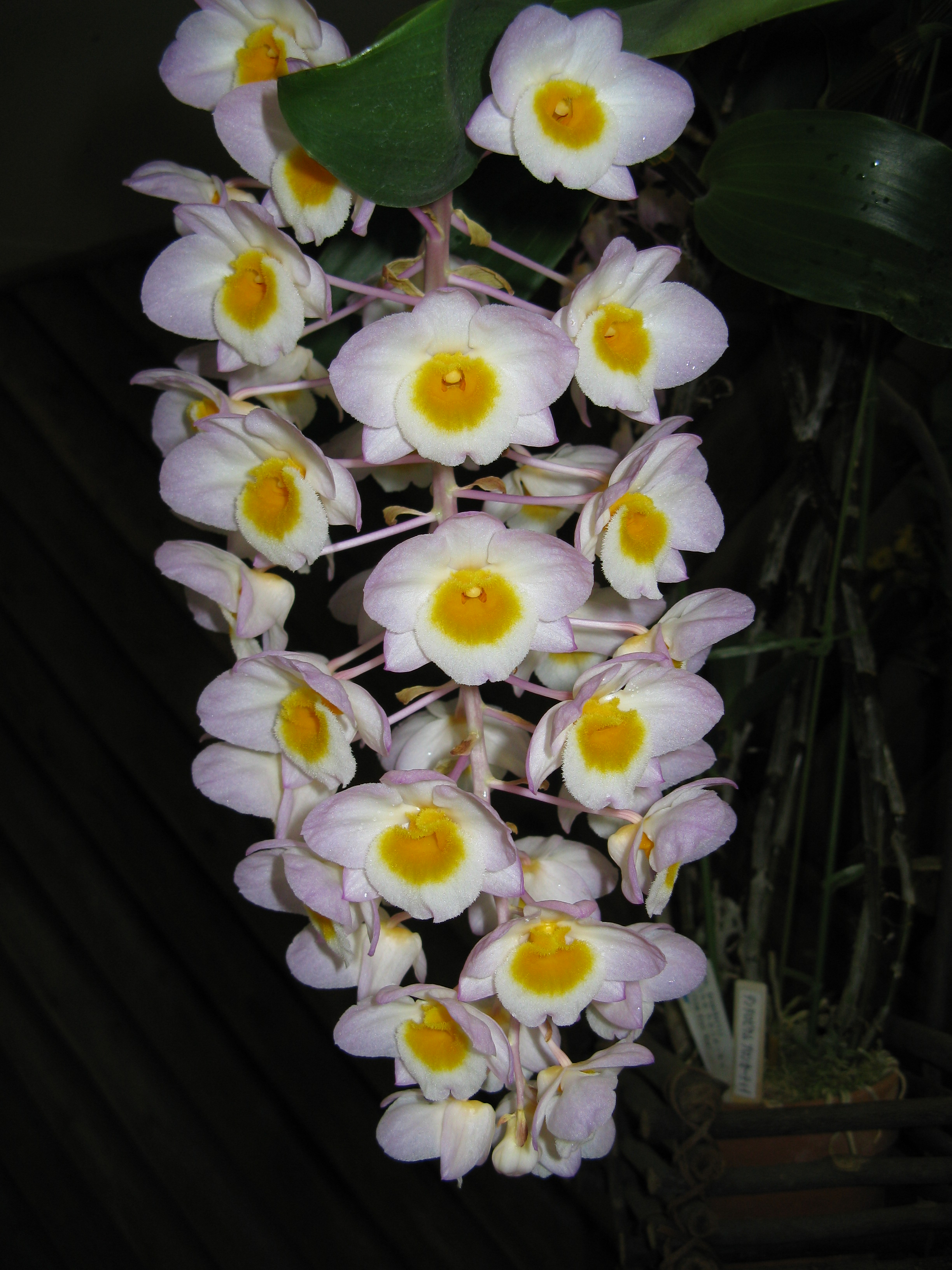
Dendrobium amabile
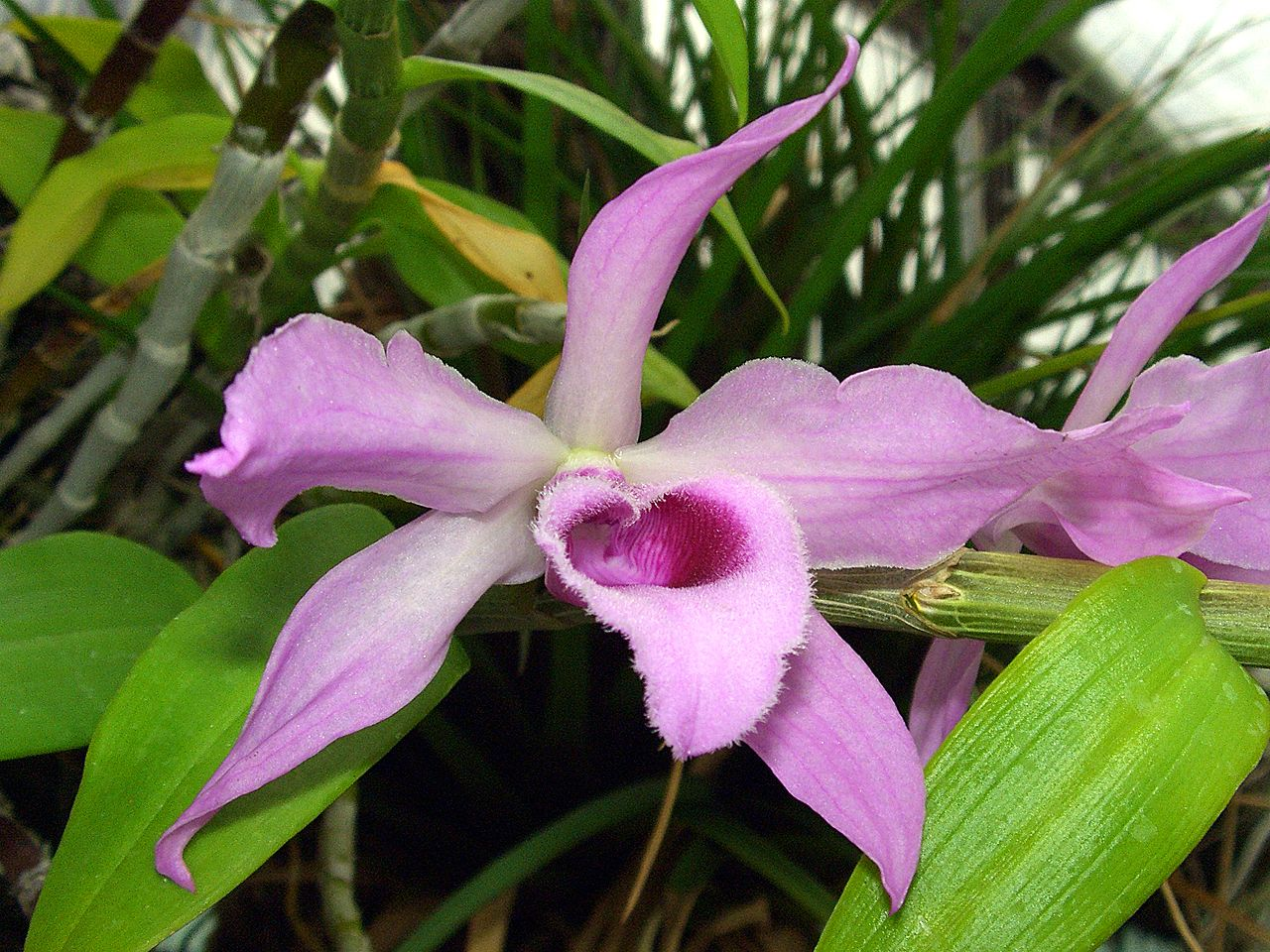
Dendrobium anosmum
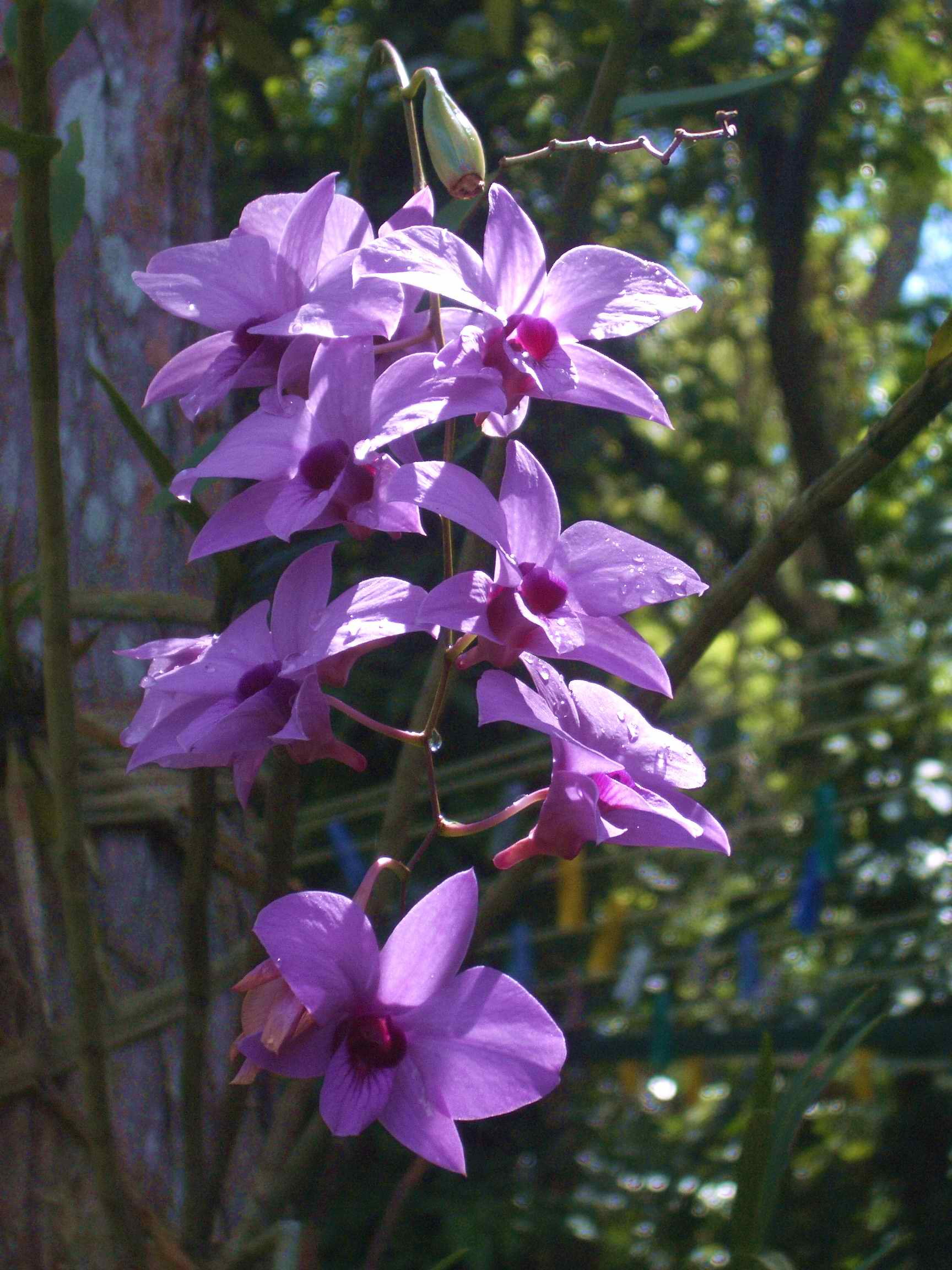
Dendrobium bigibbum
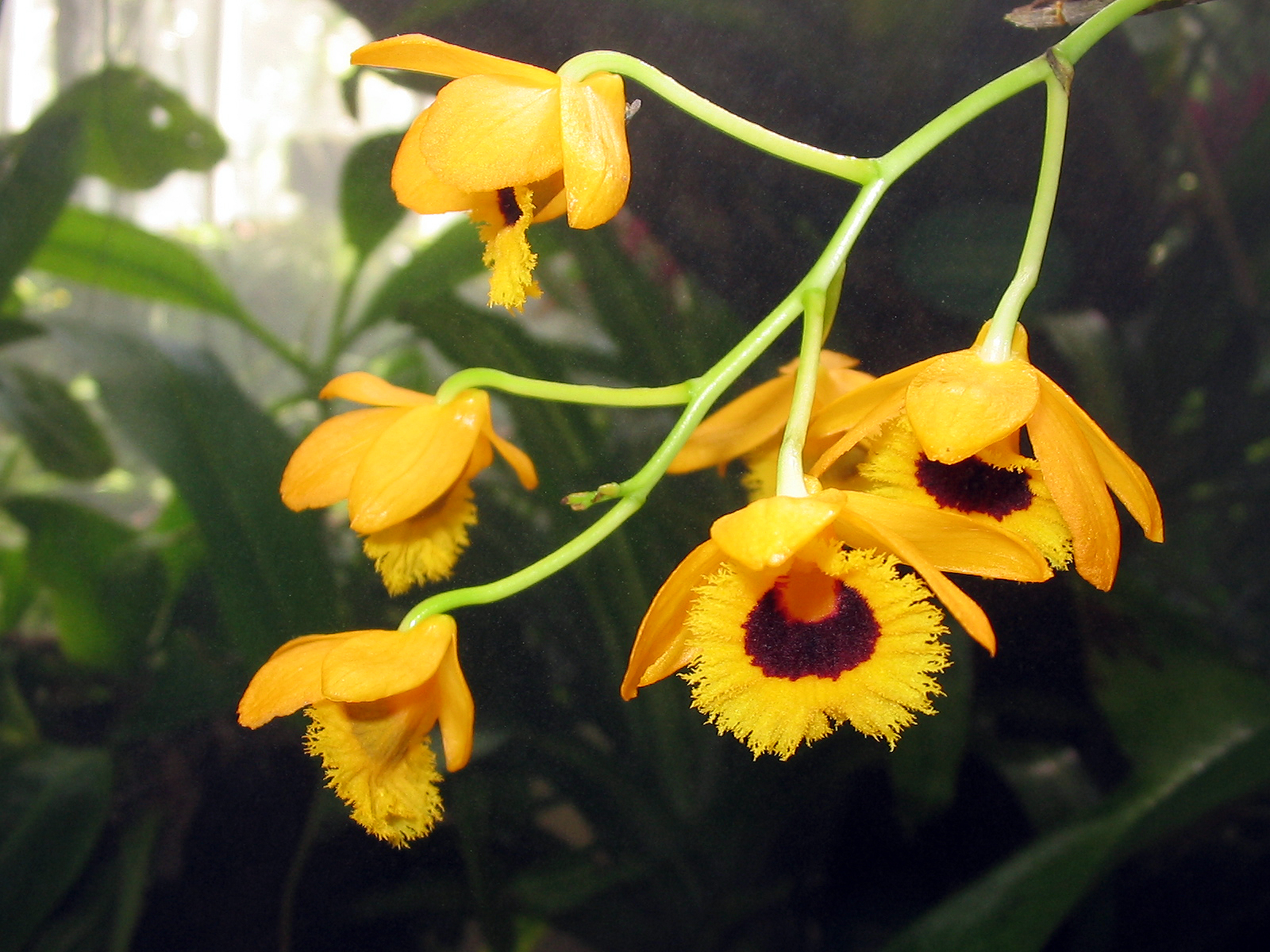
Dendrobium fimbriatum
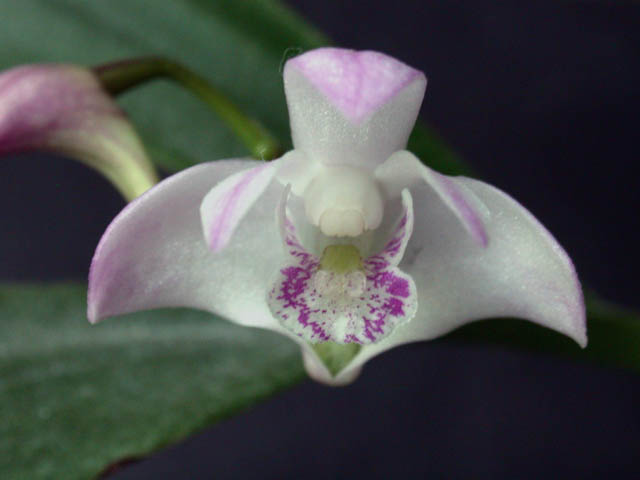
Dendrobium kingianum
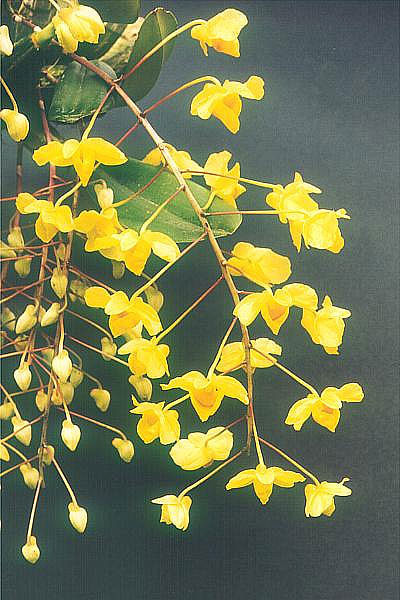
Dendrobium lindleyi
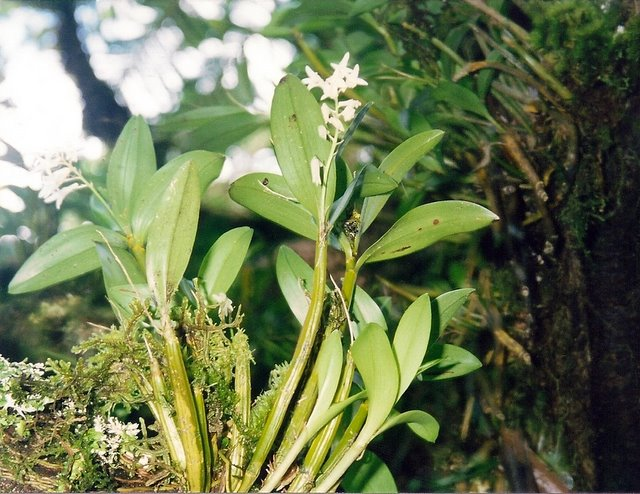
Dendrobium moorei
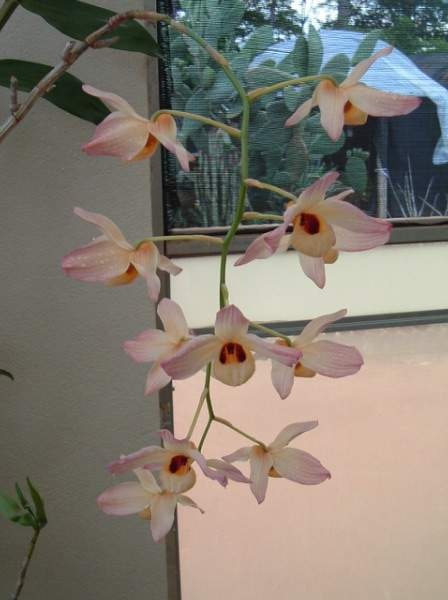
Dendrobium moschatum
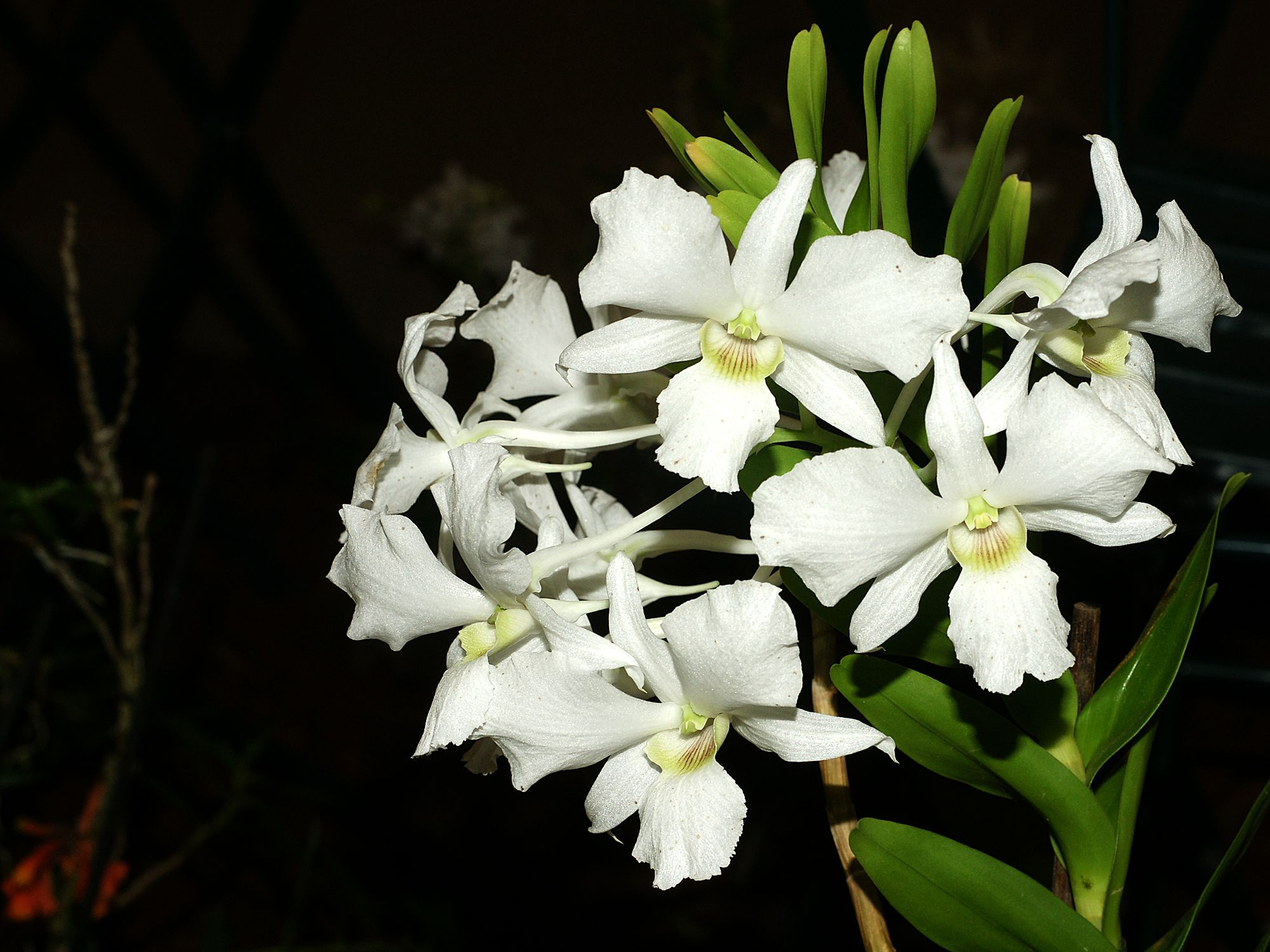
Dendrobium sanderae
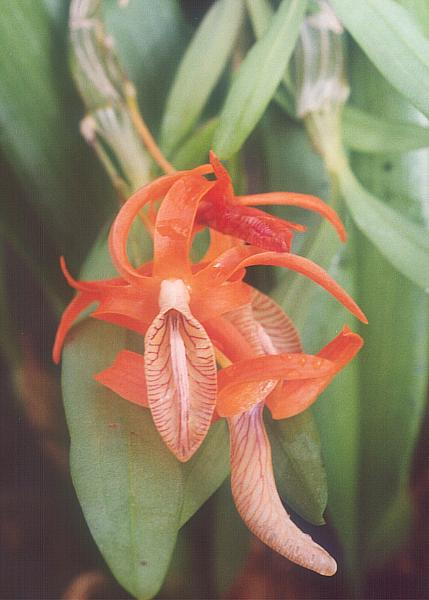
Dendrobium unicum

## Coltivazione
Essendo un gruppo molto numeroso non si possono assimilare tutte le specie allo stesso modo di coltivazione. Per semplicità i Dendrobium sono stati divisi in due gruppi distinti in base alle specifiche esigenze. Le specie e gli ibridi che si trovano comunemente in commercio, sono spesso riconducibili al Dendrobium nobile. Sono i più rustici e necessitano di un periodo di riposo invernale a temperature di 10 gradi e totale assenza di innaffiature. Sono decidui e gli pseudobulbi si presenteranno come bastoncini raggrinziti e rinsecchiti. Solo con l'arrivo della primavera, la pianta inizierà a vegetare e si dovrà iniziare ad annaffiare e concimare regolarmente. I nodi si gonfieranno e spunteranno i primi boccioli. La pianta inizierà a produrre nuovi getti che daranno vita durante l'estate ai nuovi steli. Si potranno tenere all'esterno, alla luce e in luoghi ben ventilati. Evitare i raggi del sole diretti, fino a quando i primi freddi segneranno l'inizio del riposo e la sospensione delle annaffiature. In questo modo la fioritura dell'anno seguente ne sarà stimolata.

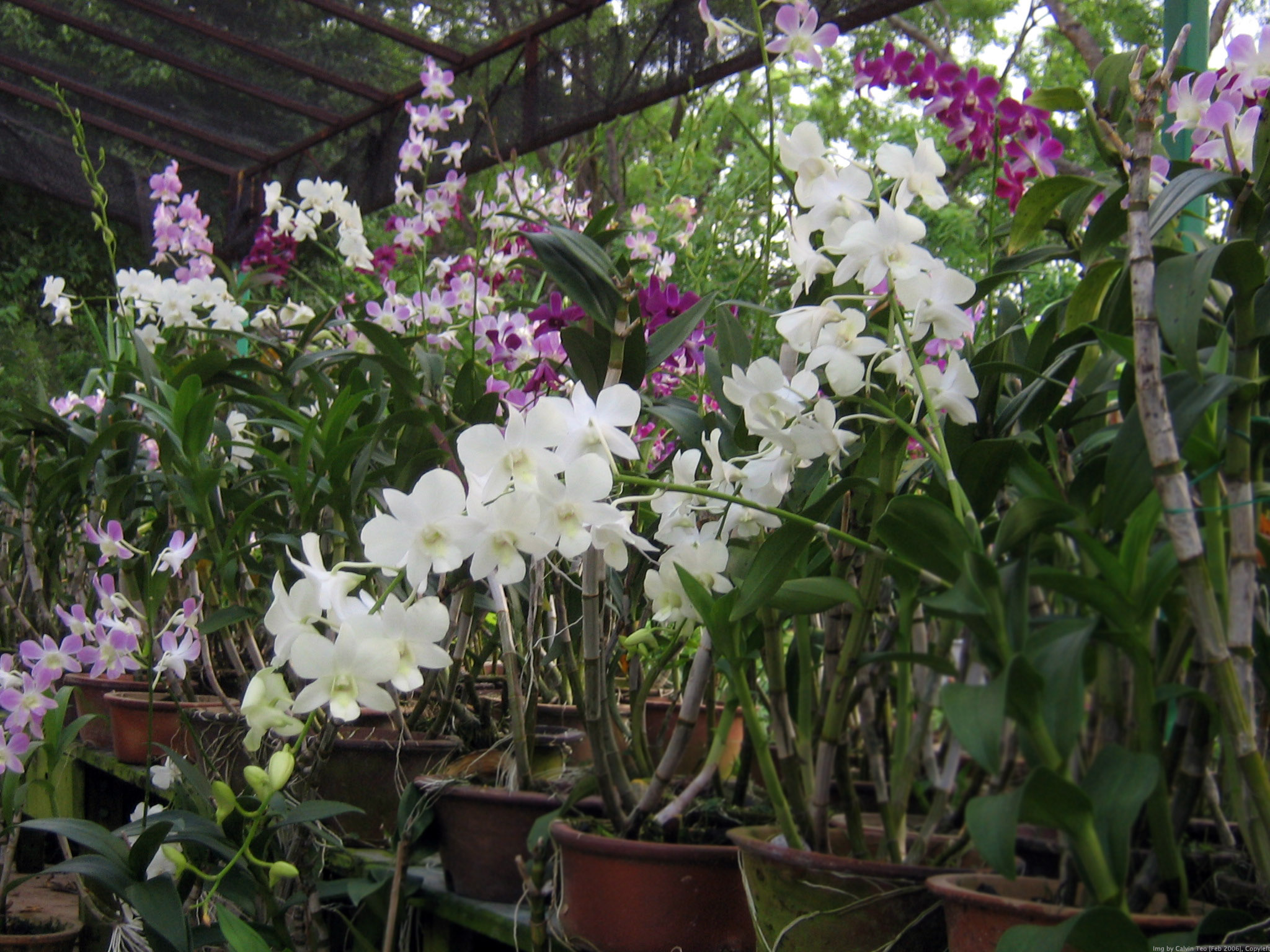
Dendrobium ibridi in un vivaio

Il secondo gruppo si differenzia sostanzialmente per la temperatura di coltivazione che non dovrà mai essere inferiore ai 15-18 gradi. Questo gruppo è riconducibile a Dendrobium phalaenopsis. Da coltivarsi tutto l'anno in serra, in luoghi luminosi e ben aerati. Anche questi si possono coltivare in casa, scegliendo luoghi lontani da correnti d'aria, e fornendo umidità costante, per esempio posizionando i vasi sopra uno strato di argilla espansa tenuta umida. Questa è comunque buona norma per ogni specie di orchidea. La concimazione va fatta con una soluzione molto diluita e il rinvaso va fatto soltanto quando non si può evitarlo. Queste piante infatti non traggono alcun nutrimento dal substrato in cui crescono; esso serve solo per sorreggerle ed imita in qualche modo la corteccia dei tronchi dove vivono in natura, quindi vasi troppo grandi saranno soltanto d'intralcio e favoriranno il marciume dell'apparato radicale. In ogni caso, l'occasione del rinvaso può servire per dividere le piante, togliendo gli pseudobulbi troppo vecchi, oppure per ottenere nuovi esemplari dalla pianta madre. Una pianta di Dendrobium avrà la forza di crescere e di svilupparsi se divisa avendo cura di lasciare 3-4 pseudobulbi uniti fra loro. Nuove piante si possono ottenere anche dai keiki, dei getti con radici che a volte la pianta madre stessa emette dai nodi lungo lo stelo. Quando saranno sufficientemente sviluppati e avranno un proprio apparato radicale si potranno tagliare e sistemare in piccoli vasi con un substrato fine.